# KAIKI (ウクレレシンガー)
KAIKI（カイキ、1994年5月29日 - ）は、日本のウクレレシンガー。

## 人物
埼玉県出身。3歳よりウクレレを手にする。8歳でウクレレプレイヤーとしてハワイ州観光局主催のイベントに出演。中学卒業と共に医師を志し、海外の大学進学のため高校認定資格を取得する。
17歳で単身フィリピン・セブへ渡り、4年制大学の準医学部に入学し、わずか1年半で卒業するが、帰国後は医師になる道を選ばず、自身が大好きなウクレレで歌っていくことを決意。

## 来歴
- 2016年
  - 6月 - ウクレレシンガーとしての活動をスタートする。
- 2017年
  - 7月26日 - 1stミニアルバム「Island Life -Day Time Cruise-」リリース。自身が使っているハワイのウクレレブランド「KoAloha」の公式ウクレレ奏者として認定される。
- 2018年
  - 1月31日 - 2ndミニアルバム「Island Life -Night Time Cruise-」リリース。
  - 6月6日 - 1stフルアルバム「Hope Island」リリース。「Hope Island」収録曲が「住宅会社PGSホーム」や「伊丹産業」や「伊丹米」のCMソングに抜擢。リード曲の「YOLO」は、世界最大級のハワイフェスティバル「ALOHA TOKYO 2018」のオフィシャルテーマソングに選ばれる。
- 2019年
  - 7月10日 - 2ndフルアルバム「Journey of life」リリース。

## ライブ
- 2017年
  - 3月10日 - @JZ Brat『KAIKI ONE MAN LIVE』
  - 9月16日 - @目黒ブルースアレイジャパン『ISLAND LIFE 〜NIGHT TIME CRUISE〜』
- 2018年
  - 4月7日 - @目黒ブルースアレイジャパン『Ayasa × KAIKI Premium Live』（Ayasaとのツーマンライブ）

## タイアップ
- YOLO（1st full album「Hope Island」収録）『ALOHA TOKYO 2018』オフィシャルテーマソング[1]
- ごはんのかおり（1st full album「Hope Island」収録）伊丹産業 伊丹米CMソング
- たしかなこたえ（1st full album「Hope Island」収録）伊丹産業 企業CMソング
- LOVE（ハワイのことわざカレンダー2019付録CD収録）久宝堂CMソング[2]
- Precious Time（配信限定シングル）三昭堂CMソング
- One step（2nd full album「Journey of life」収録）【博多阪急】ハワイアンフェスティバルテーマソング
- Darling（2nd full album「Journey of life」収録）株式会社NTTドコモ東海支社「復活!あの頃ケータイ」WEB CMソング